# Спрінг-Гроув (Індіана)
Спрінг-Гроув (англ. Spring Grove) — місто (англ. town) в США, в окрузі Вейн штату Індіана. Населення — 332 особи (2020).

## Географія
Спрінг-Гроув розташований за координатами 39°50′50″ пн. ш. 84°53′26″ зх. д. / 39.84722° пн. ш. 84.89056° зх. д. (39.847352, -84.890488).  За даними Бюро перепису населення США в 2010 році місто мало площу 0,82 км², з яких 0,82 км² — суходіл та 0,00 км² — водойми.

## Демографія
Згідно з переписом 2010 року, у місті мешкали 344 особи в 117 домогосподарствах у складі 77 родин. Густота населення становила 417 осіб/км².  Було 133 помешкання (161/км²).
Расовий склад населення:
| - 89,2 % — білих - 5,5 % — чорних або афроамериканців - 1,2 % — азіатів |

До двох чи більше рас належало 4,1 %. Частка іспаномовних становила 0,9 % від усіх жителів.
За віковим діапазоном населення розподілялося таким чином: 15,4 % — особи молодші 18 років, 43,9 % — особи у віці 18—64 років, 40,7 % — особи у віці 65 років та старші. Медіана віку мешканця становила 58,4 року. На 100 осіб жіночої статі у місті припадало 73,7 чоловіків;  на 100 жінок у віці від 18 років та старших — 71,2 чоловіків також старших 18 років.
Середній дохід на одне домашнє господарство  становив 70 371 долар США (медіана — 61 406), а середній дохід на одну сім'ю — 74 046 доларів (медіана — 65 625). За межею бідності перебувало 10,6 % осіб, у тому числі 25,7 % дітей у віці до 18 років та 0,0 % осіб у віці 65 років та старших.
Цивільне працевлаштоване населення становило 119 осіб. Основні галузі зайнятості: освіта, охорона здоров'я та соціальна допомога — 40,3 %, виробництво — 21,8 %, транспорт — 8,4 %, будівництво — 8,4 %.